# Joniny Wielkie
Joniny Wielkie est une localité polonaise de la gmina rurale de Karsin située dans le powiat de Kościerzyna en voïvodie de Poméranie. Elle se trouve à environ 24 km au sud de Kościerzyna et 69 km au sud-ouest de la capitale régionale Gdańsk.

## Géographie

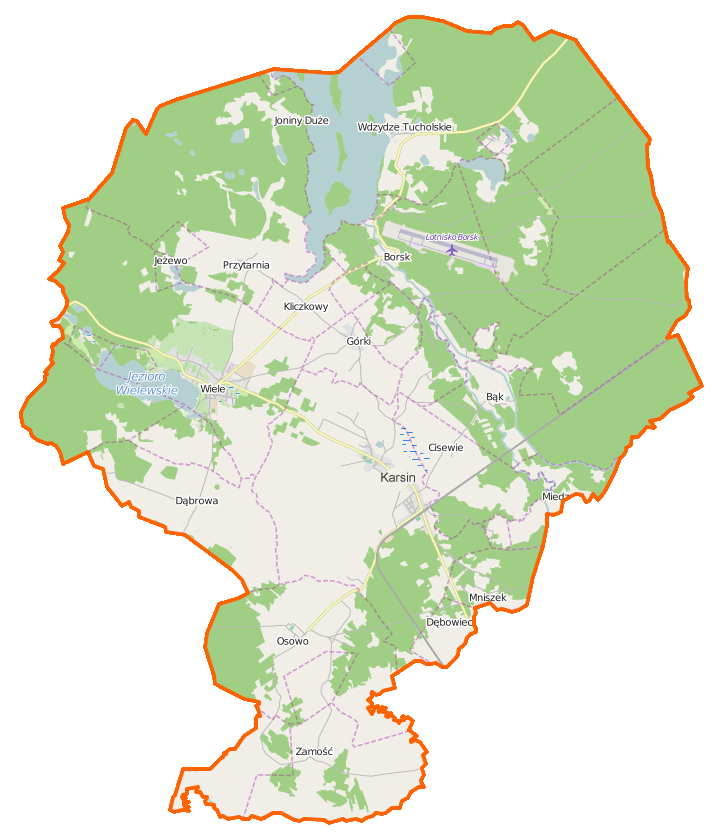
Carte de la gmina de Karsin.